# Jyoti Khuriya
Jyoti Khuriya es un pueblo y nagar Panchayat situado en el distrito de Mainpuri en el estado de Uttar Pradesh (India). Su población es de 5665 habitantes (2011). 

## Demografía
Según el censo de 2011 la población de Jyoti Khuriya era de 5665 habitantes, de los cuales 2944 eran hombres y 2721 eran mujeres. Jyoti Khuriya tiene una tasa media de alfabetización del 85,19%, superior a la media estatal del 67,68%: la alfabetización masculina es del 92,24%, y la alfabetización femenina del 77,64%.